# Sarnat-Preis
Der Sarnat-Preis (Rhoda and Bernard Sarnat International Prize in Mental Health) der National Academy of Medicine (NAM) ist ein seit 1992 jährlich vergebener Preis aus dem Gebiet der Psychiatrie und Neurologie und wird an Personen, Gruppen und Organisationen für besondere Leistungen in der Psychohygiene (Mental Health) vergeben. Er ist mit 20.000 Dollar dotiert.

## Preisträger
- 1992: Daniel X. Freedman, University of California, Los Angeles, School of Medicine
- 1993: Seymour S. Kety, Harvard Medical School
- 1994: Myrna Weissman, Columbia University College of Physicians and Surgeons, und Gerald Klerman, Cornell University Medical College
- 1995: Samuel B. Guze, Barnes and Renard Hospital
- 1996: Leon Eisenberg, Harvard Medical School
- 1997: Herbert Pardes, Columbia University College of Physicians and Surgeons
- 1998: David Kupfer, University of Pittsburg Medical Centre
- 1999: Nancy C. Andreasen, University of Iowa Hospitals and Clinics
- 2000: Rosalynn Carter, The Carter Centre
- 2001: Michael L. Rutter, Kings College, London, und Solomon H. Snyder, Johns Hopkins University School of Medicine
- 2002: David Satcher, Morehouse School of Medicine
- 2003: Aaron T. Beck, University of Pennsylvania
- 2004: Albert J. Stunkard, University of Pennsylvania
- 2005: Floyd E. Bloom, Neurome, Inc
- 2006: Jack D. Barchas, Weill Cornell Medical College
- 2007: Beatrix Hamburg und David Hamburg, Weill Cornell Medical College
- 2008: Paul R. McHugh, Johns Hopkins Bloomberg School of Public Health
- 2009: David Mechanic, Institute for Health, Health Care Policy, and Aging Research/Rutgers University
- 2010: Eric J. Nestler, Friedman Brain Institute/Mount Sinai School of Medicine, und Charles P. O’Brien, University of Pennsylvania School of Medicine
- 2011: William E. Bunney, University of California, Irvine, School of Medicine
- 2012: Huda Akil und Stanley J. Watson, University of Michigan, Ann Arbor
- 2013: William T. Carpenter, University of Maryland School of Medicine
- 2014: Vikram Patel, London School of Hygiene and Tropical Medicine
- 2015: Kay Redfield Jamison, Johns Hopkins University School of Medicine, und Kenneth S. Kendler, Virginia Institute for Psychiatric and Behavioral Genetics
- 2016: Steven Hyman, Stanley Institute, und Robin Murray, King’s College, London
- 2017: Joseph Coyle, Harvard Medical School, Catherine Lord, Weill Cornell Medicine, und Matthew State, University of California, San Francisco
- 2018: Kenneth B. Wells, UCLA David Geffen School of Medicine
- 2019: Daniel Weinberger, Johns Hopkins University School of Medicine
- 2020: Stephen Hinshaw, University of California, Berkeley
- 2021: Spero M. Manson, University of Colorado
- 2022: Daniel H. Geschwind, University of California, Los Angeles
- 2023: Dennis Charney, Icahn School of Medicine at Mount Sinai, John Krystal, Yale University, und Husseini Manji, U.K. Government Mental Health Mission
- 2024: Deanna Barch, Washington University in St. Louis